# Szurut Tubwang
Szurut Tubwang (thai nyelven สุรัช ทับวัง), vagy Pe Hi-Rock (thaiul: เป้ ไฮ-ร็อก; Nonthaburi, Thaiföld, 1968. november 20. –) thai zenész, a Hi-Rock rockegyüttes énekese, szövegírója és gitárosa. Az  1990-es évek egyik legsikeresebb thaiföldi rock-előadója, hasonlóan Sek Losohoz, Pong Pathomponghoz stb. Sok népszerű dala van, ezek közé tartozik: Krajok Rao (กระจกร้าว), Kwa Jaer Roo Suek (กว่าจะรู้สึก), Koen Harm Jai (เกินห้ามใจ) és Yar Klab Mar (อย่ากลับมา).
Tubwang vokális hangterjedelme a nagy F-től a háromvonalas C#5-ig terjed, ez kitűnik híres dalaiból, Tham Mai Mai Tham Hai Tai (ทำไมไม่ทำให้ตาย/Magyar nyelven: Miért nem ölsz meg?).

## Fiatalkora és karrirerje
Szegény muszlimok családban született 1968. november 20-án Nonthaburi tartományban, és csak hat általánost végzett.
1988-ban csatlakozott val a Hi-Rock-ot,[pontosabban?] ami saját, thai nyelvű heavy metal dalaival hamar elnyerte a közönség kegyeit, majd 1990-ben csatlakoznak az RS Promotion kiadóhoz.

## Diszkográfia

### Stúdiólemezek

#### Hi-Rock
| #  | Album                                                                             |
| -- | --------------------------------------------------------------------------------- |
| 1. | "Khon Phun Rock" (คนพันธุ์ร็อก) - Megjelent: 1990 - Kiadó: RS Promotion               |
| 2. | "Ban Yad Pha Paed" (บัญญัติผ่าแปด) - Megjelent: 1992 - Kiadó: RS Promotion            |
| 3. | "Jeb Kwa Nee Mee Eek Mai" (เจ็บกว่านี้มีอีกไหม) - Megjelent: 1993 - Kiadó: RS Promotion |
| 4. | "H-IV" - Megjelent: 1996 - Kiadó: RS Promotion                                    |

#### Kislemez-albumok
| #  | Album                                                          |
| -- | -------------------------------------------------------------- |
| 1. | "Choab Diaw" (โฉบเดี่ยว) - Megjelent: 1998 - Kiadó: RS Promotion |
| 2. | "PROGRAM" (โปรแกรม) - Megjelent: 2002 - Kiadó: Anima Records   |

#### Kislemezek
| Cím                                                        | Részletei                                                                      | Album                                                      |
| Fő előadóként                                              | Fő előadóként                                                                  | Fő előadóként                                              |
| ---------------------------------------------------------- | ------------------------------------------------------------------------------ | ---------------------------------------------------------- |
| "Tammai Mai Tham Hai Tai"                                  | * Kiadás dátuma: 1998 - Kiadó: RS Promotion - Formátumok: CD, Kompakt kazettás | "Choab Diaw" (1998)                                        |
| Kollaborációk                                              |                                                                                |                                                            |
| "Phuean Kan" (Pong Pathomphong-kel, és Rang Rockresztanal) | * Kiadás dátuma: 1993 - Kiadó: RS Promotion - Formátumok: CD, Kompakt kazettás | Short Charge Shock Concert (1993) "Rock Phuean Kan" (1994) |
| "Phit Rak" (Jeab Phisut-kel)                               | * Kiadás dátuma: 1994 - Kiadó: RS Promotion - Formátumok: CD, Kompakt kazettás | "Rock Amphan" (1994)                                       |

## Fordítás
Ez a szócikk részben vagy egészben  a   Surush Tubwang című angol Wikipédia-szócikk ezen változatának fordításán alapul.  Az eredeti cikk szerkesztőit annak laptörténete sorolja fel. Ez a jelzés csupán a megfogalmazás eredetét és a szerzői jogokat jelzi, nem szolgál a cikkben szereplő információk forrásmegjelöléseként.